# Ди Дженнаро, Антонио
Анто́нио Ди Дженна́ро́ (итал. Antonio Di Gennaro; 5 октября 1958, Флоренция, Италия) — итальянский футболист, полузащитник. Выступал за национальную сборную Италии. Чемпион Италии 1985 года в составе клуба «Эллас Верона».

## Карьера

### В сборной
До дебюта в основной сборной Италии Антонио Ди Дженнаро выступал за молодёжную сборную Италии (до 20 лет), в составе которой, в 1977 году принимал участие в первом чемпионате мира среди молодёжных команд.
В 1979 году он вызывался в молодёжную сборную (до 21 года) и олимпийскую сборную Италии, но на поле не выходил.
В главной сборной Италии Антонио Ди Дженнаро дебютировал 3 ноября 1984 года в товарищеском матче со сборной Швейцария, завершившимся ничьей со счётом 1:1. В 1986 году Ди Дженнаро принял участие в чемпионате мира, он сыграл во всех четырёх матчах своей сборной, а итальянцы вылетели на стадии 1/8 финала. Причём матч 1/8 финала со главной сборной Франции, прошедший 17 июня стал для Ди Дженнаро последним в составе сборной, тот матч итальянцы проиграли со счётом 0:2. Всего же за сборную Антонио Ди Дженнаро сыграл 15 матчей, в которых забил 4 гола.

## Достижения

### Командные
«Фиорентина»
- Бронзовый призёр чемпионата Италии: 1977

 «Эллас Верона»
- Чемпион Италии: 1985
- Чемпион второго дивизиона чемпионата Италии: 1982
- Финалист Кубка Италии (2): 1983, 1984
- Итого: 2 трофея

 «Бари»
- Чемпион второго дивизиона чемпионата Италии: 1989

## Статистика в сборной
| №  | Дата             | Место проведения   | Соперник    | Счёт | Голы | Турнир              |
| 1  | 3 ноября 1984    | Лозанна            | Швейцария   | 1:1  | -    | Товарищеский матч   |
| 2  | 8 декабря 1984   | Пескара            | Польша      | 2:0  | 1    | Товарищеский матч   |
| 3  | 5 февраля 1985   | Дублин             | Ирландия    | 2:1  | -    | Товарищеский матч   |
| 4  | 13 марта 1985    | Афины              | Греция      | 0:0  | -    | Товарищеский матч   |
| 5  | 3 апреля 1985    | Асколи-Пичено      | Португалия  | 2:0  | -    | Товарищеский матч   |
| 6  | 2 июня 1985      | Мехико             | Мексика     | 1:1  | 1    | Кубок Мехико        |
| 7  | 6 июня 1985      | Мехико             | Англия      | 2:1  | -    | Кубок Мехико        |
| 8  | 25 сентября 1985 | Лечче              | Норвегия    | 1:2  | -    | Товарищеский матч   |
| 9  | 16 ноября 1985   | Хожув              | Польша      | 0:1  | -    | Товарищеский матч   |
| 10 | 26 марта 1986    | Удине              | Австрия     | 2:1  | 1    | Товарищеский матч   |
| 11 | 11 мая 1986      | Неаполь            | Китай       | 2:0  | 1    | Товарищеский матч   |
| 12 | 31 мая 1986      | Мехико             | Болгария    | 1:1  | -    | Чемпионат мира 1986 |
| 13 | 5 июня 1986      | Пуэбла-де-Сарагоса | Аргентина   | 1:1  | -    | Чемпионат мира 1986 |
| 14 | 10 июня 1986     | Пуэбла-де-Сарагоса | Южная Корея | 3:2  | -    | Чемпионат мира 1986 |
| 15 | 17 июня 1986     | Мехико             | Франция     | 0:2  | -    | Чемпионат мира 1986 |

Итого: 15 матчей / 4 гола; 7 побед, 5 ничьих, 3 поражения.
| Сборная | Год   | Финальные матчи ЧМ | Финальные матчи ЧМ | Товарищеские матчи | Товарищеские матчи | Итого | Итого |
| Сборная | Год   | Игры               | Голы               | Игры               | Голы               | Игры  | Голы  |
| ------- | ----- | ------------------ | ------------------ | ------------------ | ------------------ | ----- | ----- |
| Италия  | 1984  | 0                  | 0                  | 2                  | 1                  | 2     | 1     |
| Италия  | 1985  | 0                  | 0                  | 7                  | 1                  | 7     | 1     |
| Италия  | 1986  | 4                  | 0                  | 2                  | 2                  | 6     | 2     |
| Италия  | Итого | 4                  | 0                  | 11                 | 4                  | 15    | 4     |